# Argyroeides menephron
Argyroeides menephron är en fjärilsart som beskrevs av Druce 1884. Argyroeides menephron ingår i släktet Argyroeides och familjen björnspinnare. Inga underarter finns listade i Catalogue of Life.